# Futebol Clube da Pampilhosa
O Futebol Clube da Pampilhosa é um clube português sediado na vila da Pampilhosa, Município da Mealhada, no Distrito de Aveiro.
O clube foi fundado em 10 de junho de 1930 e a sua actual presidente é a Sr. Patrícia Santos. Na época de 2014/2015, participava no Campeonato Nacional de Séniores, série E.
Na atual época, o FC Pampilhosa milita no Campeonato Sagseg, na série E.
O Futebol Clube da Pampilhosa é a filial nº 6 do Futebol Clube do Porto.

## Histórico
|                                 | Nº Presenças | Títulos |
| ------------------------------- | ------------ | ------- |
| Temporadas na 1ª                | 0            |         |
| Temporadas na 2ª                | 0            |         |
| Temporadas na 2ªB               | 7            |         |
| Campeonato Nacional de Seniores | 1            |         |
| Temporadas na 3ª                | 1            |         |
| Taça de Portugal                | 13           |         |
| Liga dos Campeões da UEFA       | 0            |         |
| Taça da Liga                    | 0            |         |

A equipa de futebol sénior disputa os seus jogos caseiros, no Estádio Carlos Duarte. Outrora  denominado Campo Germano Godinho

## Plantel
| Jogadores      | Idade      | Posição      |         |
| -------------- | ---------- | ------------ | ------- |
| Eduardo        | 1978-12-10 | Guarda Redes |         |
| Ricardo        | 1989-03-12 | Guarda Redes |         |
| Mauro          | 1991-11-06 | Defesa       |         |
| André Mira     | 1994-02-06 | Defesa       |         |
| Leitão         | 1984-06-16 | Defesa       |         |
| Alex Garcia    | 1979-04-09 | Defesa       |         |
| Wilson         | 1988-06-18 | Defesa       |         |
| Bruno Parente  | 1981-07-30 | Defesa       |         |
| Ricardo Suiço  | 1981-05-12 | Médio        |         |
| Bebé           | 1979-02-18 | Médio        | Capitão |
| Sanches        | 1988-12-05 | Médio        |         |
| Carlo          | 1979-01-10 | Médio        |         |
| Ronaldo        | 1992-08-25 | Médio        |         |
| Bruno Pereira  | 1993-03-05 | Médio        |         |
| Vasco Sousa    | 1995-09-30 | Médio        |         |
| Bandeira       | 1988-12-20 | Avançado     |         |
| Roberto        | 1989-03-12 | Avançado     |         |
| Samuel Garrido | 1989-04-07 | Avançado     |         |
| Diogo André    | 1989-06-07 | Avançado     |         |
| Jeffrey        | 1985-06-15 | Avançado     |         |
| Ivan           | 1992-04-04 | Avançado     |         |
| Hugo Seixas    | 1991-04-19 | Avançado     |         |
| Videira        | 1994-08-01 | Avançado     |         |